# Cynorta dariensis
Cynorta dariensis is een hooiwagen uit de familie Cosmetidae.